# Le Prétendant (Vuillard)
Pour les articles homonymes, voir Le Prétendant.
Le Prétendant – ou Intérieur à la table à ouvrage – est un tableau réalisé en 1893 par le peintre français Édouard Vuillard. De format horizontal, cette huile sur carton est un portrait de famille qui représente la sœur et la mère de l'artiste à l'intérieur de leur atelier de couture. Il les figure affairées de part et d'autre d'une table alors que Ker-Xavier Roussel, son ami et futur beau-frère, se tient dans l'entrebâillement de la porte du fond, qui est aussi lourdement décorée que le mur. Achetée en 1938, l'œuvre est conservée au Smith College Museum of Art, à Northampton, dans le Massachusetts, aux États-Unis.